# Benato-Toby
Benato-Toby is een plaats en commune in het zuiden van Madagaskar, behorend tot het district Betroka, dat gelegen is in de regio Anosy. Tijdens een volkstelling in 2001 telde de plaats 8.548 inwoners.
De plaats biedt enkel lager onderwijs aan. Er wordt ook mijnbouw op industriële schaal bedreven. 50% van de bevolking werkt er als landbouwer en 40% houdt zich bezig met veeteelt. Het meest belangrijke landbouwproduct is rijst, overige belangrijke producten zijn mais en maniok. Verder is 10% actief in de dienstensector.